# Mariä-Himmelfahrts-Kirche (Přeštice)

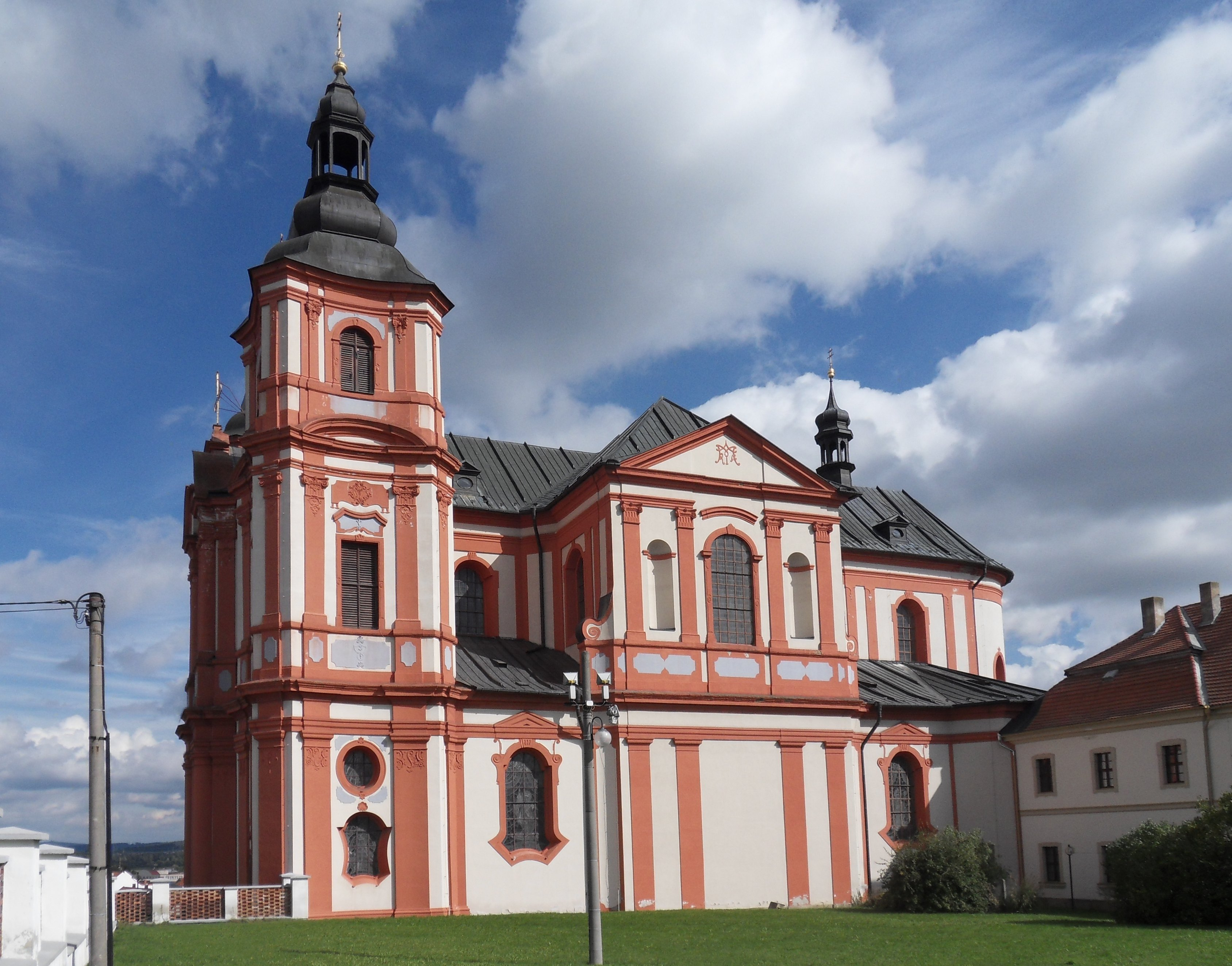
Mariä-Himmelfahrts-Kirche

Innenansicht

Die Mariä-Himmelfahrts-Kirche  (tschechisch: Kostel Nanebevzetí Panny Marie) ist eine barocke römisch-katholische Wallfahrtskirche in der Stadt Přeštice (deutsch: Prestitz) in der Region Pilsen. Die Kirche wurde 1748–1775 nach Plänen von Kilian Ignaz Dientzenhofer errichtet.

## Geschichte
Die Geschichte der Wallfahrt in Prestitz setzte im späten 17. Jahrhundert ein, als ein Bürger der Stadt aus Prag eine Publikation der Bruderschaft der Sieben Schmerzen Mariens mitbrachte und ein nach dem Titelbild hergestelltes Gemälde in der Folgezeit tränenbedeckt erschienen sein soll. Auf Veranlassung des Abtes von Kloster Kladrau wurde 1711 das Bild als wundertätig eingestuft und 1714 zur Propagierung der Wallfahrt eine Denkschrift herausgegeben sowie ein handschriftliches Wunderbuch angelegt, in dem bis zum Verbot der Wallfahrt 1775 im Josephinismus insgesamt 324 Wunderheilungen festgehalten sind. Anstelle der gotischen Kirche wurde 1748 der Neubau einer barocken Wallfahrtskirche durch Kilian Ignatz Dientzenhofer in Auftrag gegeben, nach dessen Tod 1751 Anselmo Lurago und Anton Haffenecker den Bau bis zur Einstellung der Bauarbeiten an der unvollendeten Kirche im Jahr 1775 fortsetzten. 1855 erhielt die Kirche ein vereinfachtes Dach, das bis 1892 durch Blitzschlag zerstört wurde. 1926 bis 1928 und 1932 bis 1937 fanden grundlegende Wiederherstellungsarbeiten an der vernachlässigten Kirche statt. 1993 bis 1995 erfolgte eine Restaurierung, bei der die Turmaufbauten in der von Dientzenhofer geplanten Form vollendet wurden.

## Architektur
In diesem Bau, eine im Grundriss kreuzförmige Querhausbasilika mit Zweiturmfassade, nahm Dientzenhofer die Grundgestalt seines Frühwerks, der Kirche Mariä Geburt in Nitzau, wieder auf. Der Außenbau ist zweigeschossig, die beiden Türme sind dreigeschossig durch Pilaster gegliedert. Die Turmseiten sind konkav geschwungen, der zwischen ihnen eingesetzte vortretende Fassadenabschnitt zeigt eine kräftige Instrumentierung mit Doppelsäulen.
Die Kirche besitzt als eine Kopie des Gemäldes der Schmerzhaften Mutter von Přeštická aus der Kirche St. Michael in der Prager Altstadt. Der Hauptaltar enthält eine Darstellung der Himmelfahrt Mariens des Malers Josef Joachym Redlmayer. Über der Kanzel befindet sich eine Holzstatue von Christus dem Prediger, in der Kapelle St. Barbara eine gotische Holzstatue der Jungfrau Maria aus dem Jahr 1480.

## Orgel
Die Kirche besaß ursprünglich eine 1717 erbaute Orgel des Orgelbauers Johann Leopold Burkhardt aus Elbogen, die in den Jahren 1838–1839 durch ein Instrument aus der Werkstatt von František Guth aus Čisté bei Rakovník ersetzt wurde. Dieses Instrument wurde 1917 von Peter Emanuel Štěpán aus Prag überarbeitet, wobei anstelle von Harmonika 8′, Rauschquinte und Quintbass die Register Gambe 8′, Salicional 8′ und Violonbass 16′ eingefügt wurden. Die Disposition von 1839 lautete:
| I Hauptwerk CDEFGA–c3 |              |       |
| 1.                    | Principal    | 8′    |
| 2.                    | Flétna major | 8′    |
| 3.                    | Kvintadena   | 8′    |
| 4.                    | Harmonika    | 8′    |
| 5.                    | Oktava       | 4′    |
| 6.                    | Flétna minor | 4′    |
| 7.                    | Fugara       | 4′    |
| 8.                    | Oktava       | 2′    |
| 9.                    | Mixtura      | 1 ⁄3′ |

| II Positiv CDEFGA–c3 |              |    |
| 10.                  | Copula Major | 8′ |
| 11.                  | Copula Minor | 4′ |
| 12.                  | Principal    | 2′ |

| Pedal C– |          |        |
| 13.      | Subbas   | 16′    |
| 14.      | Octavbas | 8′     |
| 15.      | Kvintbas | 5 1⁄3′ |